# Marcia Martienne
 (mai 2025).
Motif : Aucune source secondaire
- Archive Wikiwix
- Bing
- Cairn
- DuckDuckGo
- E. Universalis
- Gallica
- Google
- G. Books
- G. News
- G. Scholar
- Persée
- Qwant
- (zh) Baidu
- (ru) Yandex

| 1. | Préciser le motif de la pose du bandeau. | Précisez le motif de la pose du bandeau en utilisant la syntaxe suivante : {{admissibilité à vérifier\|date=mai 2025\|motif=remplacez ce texte par le motif}}                         |
| 2. | Informer les utilisateurs concernés.     | Pensez à avertir le créateur de l'article, par exemple, en insérant le code ci-dessous sur sa page de discussion : {{subst:avertissement admissibilité à vérifier\|Marcia Martienne}} |

Marcia Martienne est une chanson écrite par Claude Nougaro et composée par Christian Chevallier, enregistrée en 1979. Elle est publiée en 45 tours chez Barclay avec en face B le titre Hymne. Elle est également interprétée en public sur l’album live Nougaro 79.

## Contexte
Cette chanson est née de la rencontre de Claude Nougaro avec une femme prénommée Marcia, d’origine brésilienne, avec qui il entretient une relation dans les années 1970. La chanson joue sur l’image poétique de l’« étrangère » venue de Mars, mêlant passion et éloignement, dans un style musical aux accents latins.

## Analyse musicale
La musique de Christian Chevallier soutient un texte riche en métaphores cosmiques et sensuelles. Le rythme évoque la bossa nova, style que Nougaro affectionne particulièrement. Le refrain « Tu m’envahis quand tu t’en vas » résume l’ambivalence du manque et de la présence.

## Parutions

### Single
- 1979 : 45 tours Barclay – Face A : Marcia Martienne / Face B : Hymne[1]

### Album
- 1979 : Album live Nougaro 79 (Barclay)[2]

## Accueil
La chanson, bien que peu diffusée à sa sortie, est aujourd’hui saluée pour sa poésie et sa musicalité. Elle reste un exemple du style singulier de Nougaro, mêlant jazz, chanson française et musiques du monde.

## Crédits
- Paroles : Claude Nougaro
- Musique : Christian Chevallier
- Arrangements : Maurice Vander
- Production : Léo Missir
- Label : Barclay